# باب الردى: قصة الحرب في اليمن (كتاب)
باب الردى: قصة الحرب في اليمن هو كتاب للكاتب والصحافي والباحث اليمني صالح البيضاني، وهو الكتاب الثاني للمؤلف حول الحرب في اليمن بعد كتاب وجوه في الحرب، صدرت الطبعة الأولى منه عام 2021 عن دار دار نشر عناوين في العاصمة المصرية القاهرة وكتب مقدمته الكاتب والصحافي اللبناني خير الله خير الله.
يسرد الكتاب قصة الحرب في اليمن، حيث يكشف في كتابه تفاصيل كثيرة عن الأحداث التي رافقها طوال سنوات في كتابه الذي يتضمن ثلاثة فصول. يتطرق الفصل الأوّل إلى الخلفيات الثقافية والسياسية والتاريخية للحدث اليمني.
ويتحدث الفصل الثاني عن أبرز اللاعبين في الحرب خلال العقد الأخير. مثل الحوثيين وحزب المؤتمر الشعبي العام الذي أسّسه علي عبدالله صالح والحراك الجنوبي. أمّا الفصل الثالث فإنّه يعالج المواقف الإقليميّة والدوليّة تجاه الأزمة اليمنيّة والمجتمع الدولي والأمم المتحدة.